# Kaj Berntsson
Kaj Ingvar Berntsson, född 30 juli 1943 i Varbergs församling,, död 16 april 2021 i Varberg,  var en svensk politiker (socialdemokrat).
Berntsson växte upp i ett arbetarhem. Han blev murare och engagerade sig i fackföreningsrörelsen, och senare även i Socialdemokraterna. Han blev fullmäktigeledamot i Varbergs kommun 1973 och var kommunalråd i samma kommun åren 1992–2002, under åren 1994–1997 kommunstyrelsens ordförande. Han var ålderman i kommunfullmäktige då han lämnade fullmäktige efter valet 2010. År 2009 kom Kaj Berntsson i konflikt med dåvarande kultur- och fritidschefen Mircea Nitescu i Varberg. Utan att kunna presentera några bevis anklagade Berntsson denne för att vara en bluff vilket fick både kommundirektören och det socialdemokratiska kommunalrådet att agera, inte minst efter att Berntsson gett sig på kultur- och fritidschefen verbalt. Detta kom att uppmärksammas i pressen, såväl lokalt som nationellt.